# VM i judo 1967
VM i judo 1967 var det 5. verdensmesterskab for herrer og blev afholdt i Salt Lake City i USA fra 9. til 11. august 1967.

## Medaljeoversigt

### Herrer
| Vægtklasse | Guld              | Sølv             | Bronze                             |
| ---------- | ----------------- | ---------------- | ---------------------------------- |
| -63 kg     | Takafumi Shigeoka | Hirofumi Matsuda | Kim Byung-Sik Sergey Suslin        |
| -70 kg     | Hiroshi Minatoya  | Park Kil-Sun     | Takehide Nakatani Park Chung-Sam   |
| -80 kg     | Eiji Maruki       | Martin Poglajen  | Shinichi Enshu Brian Jacks         |
| -93 kg     | Nobuyuki Sato     | Osamu Sato       | Ernst Eugster Peter Herrmann       |
| +93 kg     | Wim Ruska         | Nobuyuki Maejima | Anzor Kiknadze Takeshi Matsuzaka   |
| Open       | Mitsuo Matsunaga  | Klaus Glahn      | Peter Herrmann Masatoshi Shinomaki |

### Medaljefordeling
| Rank              | Nation               | Guld | Sølv | Bronze | Total |
| ----------------- | -------------------- | ---- | ---- | ------ | ----- |
| 1                 | Japan (JPN)          | 5    | 3    | 4      | 12    |
| 2                 | Holland (NED)        | 1    | 1    | 1      | 3     |
| 3                 | Sydkorea (KOR)       | 0    | 1    | 2      | 3     |
| 3                 | Vesttyskland (FRG)   | 0    | 1    | 2      | 3     |
| 5                 | Sovjetunionen (URS)  | 0    | 0    | 2      | 2     |
| 6                 | Storbritannien (GBR) | 0    | 0    | 1      | 1     |
| Total (6 nations) | Total (6 nations)    | 6    | 6    | 12     | 24    |